# Liste der Bürgermeister der Stadt Los Angeles
Die Liste der Bürgermeister der Stadt Los Angeles bietet einen Überblick über alle Bürgermeister der kalifornischen Stadt Los Angeles seit Erhalt des Stadtrechts im Jahre 1850. Stephen C. Foster war bereits vor der Erhebung Kaliforniens zum US-Bundesstaat Bürgermeister von Los Angeles, ebenso besetzte Manuel Requena unter mexikanischer Herrschaft dieses Amt. Ihre Amtszeit sind daher nicht nummeriert. Ebenso nicht nummeriert werden zweite und weitere nicht aufeinander folgende Amtszeiten.
| Nr. | Bürgermeister              | Amtszeit                                                       | Partei                 |
| --- | -------------------------- | -------------------------------------------------------------- | ---------------------- |
| 01  | Alpheus P. Hodges          | 1. Juli 1850 – 7. Mai 1851                                     |                        |
| 02  | Benjamin Davis Wilson      | 7. Mai 1851 – 4. Mai 1852                                      |                        |
| 03  | John Greg Nichols          | 4. Mai 1852 – 3. Mai 1853                                      | Demokratische Partei   |
| 04  | Antonio Francisco Coronel  | 3. Mai 1853 – 4. Mai 1854                                      | Demokratische Partei   |
| 05  | Stephen Clark Foster       | 4. Mai 1854 – 9. Mai 1855                                      | Demokratische Partei   |
| 06  | Thomas Foster              | 9. Mai 1855 – 7. Mai 1856                                      | Demokratische Partei   |
| —   | Stephen Clark Foster       | 7. Mai 1856 – 22. September 1856, dritte Amtszeit              | Demokratische Partei   |
| 0?  | Manuel Requena             | 22. September 1856 – 4. Oktober 1856, amtsführend, 3. Amtszeit | Republikanische Partei |
| —   | John Greg Nichols          | 4. Oktober 1856 – 9. Mai 1859, zweite Amtszeit                 | Demokratische Partei   |
| 07  | Damien Marchesseault       | 9. Mai 1859 – 9. Mai 1860                                      | Demokratische Partei   |
| 08  | Henry Mellus               | 9. Mai 1860 – 26. Dezember 1860                                | Demokratische Partei   |
| 0?  | William Woodworth          | 27. Dezember 1860 – 7. Januar 1861, amtsführend                | Demokratische Partei   |
| 0?  | Damien Marchesseault       | 7. Januar 1861 – 6. Mai 1865, zweite Amtszeit                  | Demokratische Partei   |
| 09  | Jose Mascarel              | 5. Mai 1865 – 10. Mai 1866                                     | Republikanische Partei |
| 10  | José Cristóbal Aguilar     | 10. Mai 1866 – 7. Dezember 1868                                | Demokratische Partei   |
| 11  | Joel Turner                | 9. Dezember 1868 – 9. Dezember 1870                            | Demokratische Partei   |
| —   | José Cristóbal Aguilar     | 9. Dezember 1870 – 5. Dezember 1872, zweite Amtszeit           | Demokratische Partei   |
| 12  | James Robert Toberman      | 5. Dezember 1872 – 18. Dezember 1874                           | Demokratische Partei   |
| 13  | Prudent Beaudry            | 18. Dezember 1874 – 8. Dezember 1876                           |                        |
| 14  | Frederick A. MacDougal     | 8. Dezember 1876 – 16. November 1878                           | Demokratische Partei   |
| 15  | Bernard Cohn               | 21. November 1878 – 5. Dezember 1878, amtsführend              | Demokratische Partei   |
| —   | James Robert Toberman      | 5. Dezember 1878 – 9. Dezember 1882, zweite Amtszeit           |                        |
| 16  | Cameron E. Thom            | 9. Dezember 1882 – 9. Dezember 1884                            | Demokratische Partei   |
| 17  | Edward Falles Spence       | 9. Dezember 1884 – 14. Dezember 1886                           | Demokratische Partei   |
| 18  | William Henry Workman      | 14. Dezember 1886 – 10. Dezember 1888                          | Demokratische Partei   |
| 19  | John Bryson                | 10. Dezember 1888 – 25. Februar 1889                           | Demokratische Partei   |
| 20  | Henry Thomas Hazard        | 25. Februar 1889 – 5. Dezember 1892                            | Republikanische Partei |
| 0?  | William Hartshorn Bonsall  | 5. Dezember 1892 – 12. Dezember 1892, amtsführend              | Republikanische Partei |
| 21  | Thomas E. Rowan            | 12. Dezember 1892 – 12. Dezember 1894                          | Demokratische Partei   |
| 22  | Frank Rader                | 12. Dezember 1894 – 16. Dezember 1896                          | Republikanische Partei |
| 23  | Meredith Pinxton Snyder    | 16. Dezember 1896 – 15. Dezember 1898                          | Demokratische Partei   |
| 24  | Frederick Eaton            | 15. Dezember 1898 – 12. Dezember 1900                          | Republikanische Partei |
| —   | Meredith Pinxton Snyder    | 12. Dezember 1900 – 8. Dezember 1904, zweite Amtszeit          | Demokratische Partei   |
| 25  | Owen McAleer               | 8. Dezember 1904 – 13. Dezember 1906                           | Republikanische Partei |
| 26  | Arthur Cyprian Harper      | 13. Dezember 1906 – 11. März 1909                              | Demokratische Partei   |
| 27  | William Dennison Stephens  | 15. März 1909 – 26. März 1909, amtsführend                     | Republikanische Partei |
| 28  | George Alexander           | 26. März 1909 – Juli 1913                                      | Demokratische Partei   |
| 29  | Henry R. Rose              | Juli 1913 – Juli 1915                                          | Republikanische Partei |
| 30  | Charles Edward Sebastian   | Juli 1915 – 2. September 1916                                  | Demokratische Partei   |
| 31  | Frederick Thomas Woodman   | 5. September 1916 – Juli 1919                                  | Republikanische Partei |
| —   | Meredith Pinxton Snyder    | Juli 1919 – Juli 1921, dritte Amtszeit                         | Demokratische Partei   |
| 32  | George Edward Cryer        | Juli 1921 – Juli 1929                                          | Republikanische Partei |
| 33  | John Clinton Porter        | Juli 1929 – Juli 1933                                          | Demokratische Partei   |
| 34  | Frank Lawrence Shaw        | Juli 1933 – 26. September 1938                                 | Reform                 |
| 35  | Fletcher Bowron            | 26. September 1938 – 30. Juni 1953                             | Demokratische Partei   |
| 36  | C. Norris Poulson          | 1. Juli 1953 – 30. Juni 1961                                   | Republikanische Partei |
| 37  | Samuel William Yorty       | 1. Juli 1961 – 30. Juni 1973                                   | Demokratische Partei   |
| 38  | Thomas J. Bradley          | 1. Juli 1973 – 30. Juni 1993                                   | Demokratische Partei   |
| 39  | Richard J. Riordan         | 1. Juli 1993 – 30. Juni 2001                                   | Republikanische Partei |
| 40  | James Kenneth Hahn         | 1. Juli 2001 – 30. Juni 2005                                   | Demokratische Partei   |
| 41  | Antonio Ramón Villaraigosa | 1. Juli 2005 – 30. Juni 2013                                   | Demokratische Partei   |
| 42  | Eric Michael Garcetti      | 1. Juli 2013 – 12. Dezember 2022                               | Demokratische Partei   |
| 43  | Karen Ruth Bass            | seit 12. Dezember 2022                                         | Demokratische Partei   |